# Total Los Vol. 1
Total Los! De Mixtape Vol. 1  is het derde studioalbum van The Partysquad, uitgegeven in 2008. Het album heeft 36 nummers, met een paar exclusieve nummers. Het album is gedistribueerd door Universal.

## Tracklist
1. Joy & Glory - Total Los Intro
2. Steve Angello & Laidback Luke - Be
3. Afrojack & The Partysquad - Drop Down (Do My Dance)
4. Nicola Fasano Vs. Pat-Rich - 75, Brazil Street
5. Gregor Salto Feat. Thais - Bouncing Harbour (Funkin Matt 3 Am Remix)
6. Franky Rizardo - Flutetest
7. Armand Van Helden - I Want Your Soul (Crookers Remix)
8. Jaimie Fanatic Ft. Partysquad - Krush Groove
9. Armand Van Helden Feat. Nicole Roux - Je T'aime
10. Afrojack - Math
11. The Partysquad Ft Negativ - Denk Je Dat Ik Gek Ben
12. Hardwell & Rehab - Red Magic
13. The Partysquad - Stuk (Chuckie's Hustled Up Mix)
14. The Partysquad - Stuk (Hardwell Remix)
15. Sidney Samson& Ilker Akay - Ring The Alarm
16. Jeremy Sylvester Pres. Juice String - Sex Weed (Laidback Luke Remix)
17. Dicecream Ft. The Partysquad - Whoop Whoop
18. Bart Claessen - First Light (Chocolate Puma Remix)
19. Hardwell - There You Go
20. Jeugd van Tegenwoordig - Dat vind je leuk hè
21. The Opposites - Ey Doggy
22. Lucky Charmes & Kid Kaio - Plain Dots
23. Le Le - Breakfast
24. Gregor Salto - Bouncing Harbour (Funkin' Matt Remix)
25. The Partysquad Ft. Dio & Sjaak - Beats Beuken
26. Laidback Luke - Breakdown The House
27. The Partysquad Vs. Hardwell - Crazyfunkystyle 2008
28. Hardwell Pres. Rehab - Mrkrstft
29. The Partysquad Ft. Sjaak - Knuppel De Dj
30. Mona Lisa - Dancin'(Ron Carroll & Gregor Salto Remix)
31. Axwell & Sebastian Ingrosso Vs. Salem Al Fakir - It's True (Roog & Prom Remix)
32. The Partysquad - Wat Wil Je Doen (Hitmeister D'S Balti Mix)
33. Kid Cudi - Day 'n Nite (Crookers Remix)
34. Crookers - Big Money Comin'
35. Crookers - Knobbers
36. Dio Ft. Dj Gomez - Flow